# Клюсовка (Новосанжарский район)
Клюсовка (укр. Клюсівка) — село,
Клюсовский сельский совет,
Новосанжарский район,
Полтавская область,
Украина.
Код КОАТУУ — 5323481401. Население по переписи 2001 года составляло 570 человек.
Является административным центром Клюсовского сельского совета, в который не входят другие населённые пункты.

## Географическое положение
Село Клюсовка находится на левом берегу реки Ворскла,
выше по течению примыкает село Дубина,
ниже по течению на расстоянии в 1 км расположено село Зачепиловка,
на противоположном берегу — пгт Новые Санжары.
Рядом проходит железная дорога, станция Новые Санжары в 1,5 км.

## Экономика
- Детский оздоровительный лагерь «Смена».
- Детский оздоровительный лагерь «Буревестник».
- Детский оздоровительный лагерь «Орлёнок».